# بيت العشبي (حجة)
بيت العشبي هي إحدى قرى عزلة جبل عيان بمديرية حجة التابعة لمحافظة حجة، بلغ تعداد سكانها 48 نسمة حسب تعداد اليمن لعام 2004.

## روابط خارجية
- المركز الوطني للمعلومات باليمن